# Золотая спираль

Спираль Дюрера и золотая спираль, вписанные в последовательность вложенных друг в друга золотых прямоугольников: зелёная спираль - спираль Дюрера - составлена из четвертинок окружностей внутри квадратов, в то время как красная спираль является золотой спиралью, особым видом логарифмической спирали. Перекрывающиеся секции показаны жёлтым цветом. Длина части спирали внутри большего квадрата находится к длине спирали внутри следующего квадрата в золотой пропорции

Золотая спираль — логарифмическая спираль, коэффициент роста которой равен φ4, где φ — золотое сечение. Коэффициент роста логарифмической спирали показывает, во сколько раз изменился полярный радиус спирали при повороте на угол 360°. Своё название эта спираль получила из-за связи с последовательностью вложенных друг в друга прямоугольников с отношением сторон, равным φ, которые принято называть золотыми. Золотую спираль можно как вписать в систему таких прямоугольников, так и описать вокруг неё. Популярность золотая спираль приобрела из-за того, что известная с начала XVI века и применяющаяся в искусстве спираль, построенная по методу Дюрера, оказалась хорошей аппроксимацией для золотой спирали (см. рисунок).

## Формула

Спираль Фибоначчи аппроксимирует золотую спираль с использованием четвертинок окружности в квадратах с размерами квадратов, равных числам Фибоначчи. На рисунке показаны квадраты с размерами 1, 1, 2, 3, 5, 8, 13, 21.

Уравнение для золотой спирали в полярной системе координат то же самое, что и для других логарифмических спиралей, но со специальным значением коэффициента роста - φ4:
{\displaystyle r=a\varphi ^{\pm {\frac {2\theta }{\pi }}}},
где a — произвольная положительная вещественная константа, а {\displaystyle \varphi ={\frac {{\sqrt {5}}+1}{2}}} — золотое сечение.
Основное свойство логарифмической спирали: угол между радиус-вектором, исходящим из полюса, и касательной к спирали - μ - постоянен, и для золотой спирали определяется формулой:   
{\displaystyle \operatorname {tg} \mu ={\dfrac {r}{r'}}={\dfrac {\pi }{2\ln \varphi }}}, где {\displaystyle r'={\dfrac {dr}{d\theta }}{\begin{array}{|c|c|c|}a&b&S\\\hline 0&0&1\\0&1&1\\1&0&1\\1&1&0\\\end{array}}\underbrace {a+b+\cdots +z} _{26}{}_{p}F_{q}\left({a_{1},\ldots ,a_{p} \atop b_{1},\ldots ,b_{q}};z\right)}.
Откуда {\displaystyle \mu \approx 73^{\circ }}.

## Приближения золотой спирали

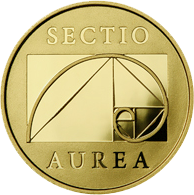
Литовская монета

Существует несколько похожих спиралей, которые близки, но не совпадают в точности с золотой спиралью, с которой их часто путают.
Как уже было написано выше, при вписывании золотой спирали в последовательность вложенных друг в друга золотых прямоугольников, она аппроксимируется спиралью, построенной по методу Дюрера. Золотой прямоугольник можно разделить на квадрат и подобный ему прямоугольник, его, в свою очередь, разделить тем же образом, и продолжать этот процесс произвольное число раз. Если в эти квадраты вписать соединённые между собой четвертинки окружностей, то получается спираль, изображенная на первом рисунке.
Ещё одной аппроксимацией является спираль Фибоначчи, которая строится подобно вышеописанной спирали, за исключением того, что начинают с прямоугольника из двух квадратов и добавляют потом к большей стороне прямоугольника квадрат такой же длины. Поскольку отношение между соседними числами Фибоначчи стремится к золотой пропорции, спираль всё больше приближается к золотой спирали по мере добавления квадратов (см. второй рисунок).

## Спирали в природе
В природе встречаются приближения к логарифмическим спиралям с коэффициентом роста равным φk. Так раковины моллюсков Nautilus pompilius и окаменелых аммонитов хорошо описываются при k = 2, а раковины некоторых улиток при k = 1. Отношение длин трёх витков спирали уха у человека равно φ, что соответствует  спирали с k = 1. Рукава спиральных галактик, несмотря на существующие утверждения, если и описываются логарифмической, то не золотой спиралью. В данном случае, описание ею является проявлением случайной близости. Недавний анализ спиралей, встречающихся в роговичном эпителии мышей, показал, что там встречаются как  золотая, так и другие логарифмические спирали.